# Font del Mont
La Font del Mont és una font al terme municipal de Tremp, del Pallars Jussà, a l'antic terme ribagorçà de Sapeira, en territori del poble d'Espills. Està situada a 1.105 m d'altitud, al nord-est del cim d'Espills, i del mateix poble d'Espills, gairebé al capdamunt de la mateixa carena del cim i el poble homònims, al capdamunt dels Clots de Matapoloa. És a la dreta del barranc de Bitginoes.